# Нигерия на летних Олимпийских играх 2024

## Квалификация
| № п/п | Вид спорта                  | Мужчины        | Мужчины                | Женщины        | Женщины                | Всего          | Всего                  |
| № п/п | Вид спорта                  | Завоевано квот | Количество спортсменов | Завоевано квот | Количество спортсменов | Завоевано квот | Количество спортсменов |
| ----- | --------------------------- | -------------- | ---------------------- | -------------- | ---------------------- | -------------- | ---------------------- |
| 1     | Баскетбол                   |                |                        | 1              | 12                     | 1              | 12                     |
| 2     | Бокс                        | 2              | 2                      | 1              | 1                      | 3              | 3                      |
| 3     | Борьба                      | 1              | 1                      | 5              | 5                      | 6              | 6                      |
| 4     | Велоспорт                   |                |                        | 1              | 1                      | 1              | 1                      |
| 5     | Гребля на байдарках и каноэ |                |                        | 1              | 2                      | 1              | 2                      |
| 6     | Лёгкая атлетика             | 5              | 5                      | 3              | 3                      | 8              | 8                      |
| 7     | Тхэквондо                   |                |                        | 1              | 1                      | 1              | 1                      |
| 8     | Тяжёлая атлетика            |                |                        | 1              | 1                      | 1              | 1                      |
| 9     | Футбол                      |                |                        | 1              | 18                     | 1              | 18                     |
|       | ИТОГО                       | 8              | 8                      | 15             | 44                     | 23             | 52                     |

## Медали
| Медаль | Спортсмен(ы) | Вид спорта | Дисциплина | Дата |
| ------ | ------------ | ---------- | ---------- | ---- |

| Вид спорта | 1 | 2 | 3 | Всего |

| Медали по датам | Медали по датам | Медали по датам | Медали по датам | Медали по датам | Медали по датам |
| --------------- | --------------- | --------------- | --------------- | --------------- | --------------- |
| Дата            | 1               | 2               | 3               | Всего           |                 |

## Состав команды
Баскетбол
1. Квота1
2. Квота2
3. Квота3
4. Квота4
5. Квота5
6. Квота6
7. Квота7
8. Квота8
9. Квота9
10. Квота10
11. Квота11
12. Квота12

 Бокс
1. Долапо Омоле[англ.]
2. Олетен Олаоре[англ.]
3. Синтия Огунсемилор[англ.]

 Борьба
Вольная борьба
1. Эштон Мутува[англ.]*
2. Кристиана Огунсанья[англ.]*
3. Одунайо Адекурое
4. Эстер Колаволе
5. Блессинг Оборудуду
6. Ханна Рубен

Велоспорт
 Шоссейный велоспорт
1. Эзе Укпесерайе[англ.]

Гребля на байдарках и каноэ
 Гребля на гладкой воде
1. Квота1
2. Квота2

 Лёгкая атлетика
1. Фавор Эш[англ.]
2. Эммануэль Бамиделе[англ.]
3. Эдозе Абадин[англ.]
4. Эзекьель Натаниэль[англ.]
5. Чуквуэбука Энеквечи[англ.]
6. Фейвор Офили[англ.]
7. Тоби Амусан[англ.]
8. Рут Усоро[англ.]

 Тхэквондо
1. Элизабет Аньяначо[англ.]

 Тяжёлая атлетика
1. Рафиату Лаваль[англ.]

 Футбол
1. Квота1
2. Квота2
3. Квота3
4. Квота4
5. Квота5
6. Квота6
7. Квота7
8. Квота8
9. Квота9
10. Квота10
11. Квота11
12. Квота12
13. Квота13
14. Квота14
15. Квота15
16. Квота16
17. Квота17
18. Квота18

## Баскетбол
Женская баскетбольная команда Нигерии завоевала право участвовать в олимпийском турнире, заняв третье место на отборочном олимпийском турнире в Антверпене, Бельгия.
| Команда | Соревнование   | Групповая стадия | Групповая стадия | Групповая стадия | Групповая стадия | Четвертьфиналы | Полуфиналы    | Финал / Матч за 3 место | Финал / Матч за 3 место |
| Команда | Соревнование   | Соперник Счёт    | Соперник Счёт    | Соперник Счёт    | Место            | Соперник Счёт  | Соперник Счёт | Соперник Счёт           | Место                   |
| ------- | -------------- | ---------------- | ---------------- | ---------------- | ---------------- | -------------- | ------------- | ----------------------- | ----------------------- |
| Нигерия | Женский турнир |                  |                  |                  |                  |                |               |                         |                         |

### Женский турнир
Состав команды
- Команда из 12 игроков

## Бокс
Нигерия завоевала два места в мужской и одно место в женский олимпийские турниры по боксу на Африканском квалификационном турнире 2024 года в Дакаре, Сенегал.
| Спортсмен          | Категория        | 1 раунд            | 1/8 финала         | Четвертьфиналы     | Полуфиналы         | Финал              | Финал |
| Спортсмен          | Категория        | Соперник Результат | Соперник Результат | Соперник Результат | Соперник Результат | Соперник Результат | Место |
| ------------------ | ---------------- | ------------------ | ------------------ | ------------------ | ------------------ | ------------------ | ----- |
| Долапо Омоле       | Мужчины до 57 кг |                    |                    |                    |                    |                    |       |
| Олетен Олаоре      | Мужчины до 92 кг |                    |                    |                    |                    |                    |       |
| Синтия Огунсемилор | Женщины до 60 кг |                    |                    |                    |                    |                    |       |

## Борьба
Нигерия завоевала одно место в женский турнир по вольной борьбе на Чемпионате мира по борьбе 2023 года в Белграде, Сербия. Еще одно место в мужской турнир и четыре места в женский турнир Нигерия завоевала на Африкано-Океанском квалификационном турнире в Каире, Египет.
Вольная борьба
| Спортсмен           | Категория         | 1/8 финала         | Четвертьфиналы     | Полуфиналы         | Утеш.поединки      | Финал / За 3 место | Финал / За 3 место |
| Спортсмен           | Категория         | Соперник Результат | Соперник Результат | Соперник Результат | Соперник Результат | Соперник Результат | Место              |
| ------------------- | ----------------- | ------------------ | ------------------ | ------------------ | ------------------ | ------------------ | ------------------ |
| Эштон Мутува        | Мужчины до 125 кг |                    |                    |                    |                    |                    |                    |
| Кристиана Огунсанья | Женщины до 53 кг  |                    |                    |                    |                    |                    |                    |
| Одунайо Адекурое    | Женщины до 57 кг  |                    |                    |                    |                    |                    |                    |
| Эстер Колаволе      | Женщины до 62 кг  |                    |                    |                    |                    |                    |                    |
| Блессинг Оборудуду  | Женщины до 68 кг  |                    |                    |                    |                    |                    |                    |
| Ханна Рубен         | Женщины до 76 кг  |                    |                    |                    |                    |                    |                    |

## Велоспорт

### Шоссейные велогонки
Нигерия получила одно место в женской групповой гонке на шоссе по результатам Чемпионата Африки по шоссейным велогонкам 2023 года в Аккре, Гана.
| Спортсмен      | Дисциплина              | Время | Место |
| -------------- | ----------------------- | ----- | ----- |
| Эзе Укпесерайе | Женщины Групповая гонка |       |       |

## Гребля на байдарках и каноэ

### Гладкая вода
Нигерия завоевало право выставить одну лодку в соревнованиях по гребле на байдарках и каноэ на гладкой воде по результатам Африканской квалификационной регаты 2023 года в Абудже, Нигерия.
| Спортсмен | Дисциплина            | Заезды | Заезды | Четвертьфиналы | Четвертьфиналы | Полуфиналы | Полуфиналы | Финалы | Финалы |
| Спортсмен | Дисциплина            | Время  | Место  | Время          | Место          | Время      | Место      | Время  | Место  |
| --------- | --------------------- | ------ | ------ | -------------- | -------------- | ---------- | ---------- | ------ | ------ |
|           | Женщины Каноэ-2 500 м |        |        |                |                |            |            |        |        |

## Легкая атлетика
Нигерийские легкоатлеты выполнили нормативы для участия в Играх 2024 года, пройдя прямую квалификацию или по мировому рейтингу, в следующих соревнованиях (максимум по 3 спортсмена в каждом). 
Беговые дисциплины
Мужчины
| Спортсмен          | Дисциплина | Забеги    | Забеги | Утеш. забеги | Утеш. забеги | Полуфиналы | Полуфиналы | Финал     | Финал |
| Спортсмен          | Дисциплина | Результат | Место  | Результат    | Место        | Результат  | Место      | Результат | Место |
| ------------------ | ---------- | --------- | ------ | ------------ | ------------ | ---------- | ---------- | --------- | ----- |
| Фавор Эш           | 100 м      |           |        |              |              |            |            |           |       |
| Эммануэль Бамиделе | 400 м      |           |        |              |              |            |            |           |       |
| Эдозе Абадин       | 800 м      |           |        |              |              |            |            |           |       |
| Эзекьель Натаниэль | 400 м с/б  |           |        | —            | —            | —          | —          |           |       |

Женщины
| Спортсмен    | Дисциплина | Забеги    | Забеги | Утеш. забеги | Утеш. забеги | Полуфиналы | Полуфиналы | Финал     | Финал |
| Спортсмен    | Дисциплина | Результат | Место  | Результат    | Место        | Результат  | Место      | Результат | Место |
| ------------ | ---------- | --------- | ------ | ------------ | ------------ | ---------- | ---------- | --------- | ----- |
| Фейвор Офили | 200 м      |           |        |              |              |            |            |           |       |
| Тоби Амусан  | 100 м с/б  |           |        |              |              |            |            |           |       |

Технические дисциплины
Мужчины
| Спортсмен           | Дисциплина    | Полуфиналы | Полуфиналы | Финал     | Финал |
| Спортсмен           | Дисциплина    | Результат  | Место      | Результат | Место |
| ------------------- | ------------- | ---------- | ---------- | --------- | ----- |
| Чуквуэбука Энеквечи | Толкание ядра |            |            |           |       |

Женщины
| Спортсмен | Дисциплина     | Полуфиналы | Полуфиналы | Финал     | Финал |
| Спортсмен | Дисциплина     | Результат  | Место      | Результат | Место |
| --------- | -------------- | ---------- | ---------- | --------- | ----- |
| Рут Усоро | Прыжки в длину |            |            |           |       |

## Тхэквондо
Нигерия завоевала одно место в женском турнире по результатам Африканского квалификационного турнира 2024 года в Дакаре, Сенегал.
| Спортсмен         | Дисциплина       | Квалификация       | 1/8 финала         | Четвертьфиналы     | Полуфиналы         | Утеш. поединки     | Финал/За 3 место   | Финал/За 3 место |
| Спортсмен         | Дисциплина       | Соперник Результат | Соперник Результат | Соперник Результат | Соперник Результат | Соперник Результат | Соперник Результат | Место            |
| ----------------- | ---------------- | ------------------ | ------------------ | ------------------ | ------------------ | ------------------ | ------------------ | ---------------- |
| Элизабет Аньяначо | Женщины до 67 кг |                    |                    |                    |                    |                    |                    |                  |

## Тяжёлая атлетика
Нигерия получила одно место в соревнованиях женщин в соответствии с олимпийским рейтингом IWF
| Спортсмен      | Категория        | Рывок     | Рывок | Толчок    | Толчок | Всего | Место |
| Спортсмен      | Категория        | Результат | Место | Результат | Место  | Всего | Место |
| -------------- | ---------------- | --------- | ----- | --------- | ------ | ----- | ----- |
| Рафиату Лаваль | Женщины до 59 кг |           |       |           |        |       |       |

## Футбол
Женская сборная Нигерии по футболу завоевала право участвовать в олимпийском турнире, став одним из двух победителей четвертого круга Африканского квалификационного турнира.
| Команда | Соревнование   | Групповая стадия | Групповая стадия | Групповая стадия | Групповая стадия | Четвертьфиналы | Полуфиналы    | Финал / За 3 место | Финал / За 3 место |
| Команда | Соревнование   | Соперник Счёт    | Соперник Счёт    | Соперник Счёт    | Место            | Соперник Счёт  | Соперник Счёт | Соперник Счёт      | Место              |
| ------- | -------------- | ---------------- | ---------------- | ---------------- | ---------------- | -------------- | ------------- | ------------------ | ------------------ |
| Нигерия | Женский турнир |                  |                  |                  |                  |                |               |                    |                    |

### Женский турнир
Состав команды
- Команда из 18 игроков